# 1964年夏季奥林匹克运动会巴基斯坦代表团
1964年夏季奥林匹克运动会巴基斯坦代表团是巴基斯坦派出的1964年夏季奥林匹克运动会代表团。